# Junya Koga
Junya Koga –en japonés, 古賀淳也, Koga Junya– (Kumagaya, 19 de julio de 1987) es un deportista japonés que compitió en natación, especialista en el estilo espalda.
Ganó tres medallas en el Campeonato Mundial de Natación, en los años 2009 y 2017, cuatro medallas en el Campeonato Mundial de Natación en Piscina Corta de 2016 y tres medallas en el Campeonato Pan-Pacífico de Natación de 2010.
Participó en los Juegos Olímpicos de Río de Janeiro 2016, ocupando el octavo lugar en la prueba de 4 × 100 m libre.

## Palmarés internacional
| Campeonato Mundial                  | Campeonato Mundial      | Campeonato Mundial | Campeonato Mundial     |
| Año                                 | Lugar                   | Medalla            | Prueba                 |
| ----------------------------------- | ----------------------- | ------------------ | ---------------------- |
| 2009                                | Roma (Italia)           | Medalla de oro     | 100 m espalda          |
| 2009                                | Roma (Italia)           | Medalla de plata   | 50 m espalda           |
| 2017                                | Budapest (Hungría)      | Medalla de plata   | 50 m espalda           |
| Campeonato Mundial en Piscina Corta |                         |                    |                        |
| Año                                 | Lugar                   | Medalla            | Prueba                 |
| 2016                                | Windsor (Canadá)        | Medalla de oro     | 50 m espalda           |
| 2016                                | Windsor (Canadá)        | Medalla de bronce  | 4 × 50 m libre         |
| 2016                                | Windsor (Canadá)        | Medalla de bronce  | 4 × 100 m estilos      |
| 2016                                | Windsor (Canadá)        | Medalla de bronce  | 4 × 50 m estilos mixto |
| Campeonato Pan-Pacífico             |                         |                    |                        |
| Año                                 | Lugar                   | Medalla            | Prueba                 |
| 2010                                | Irvine (Estados Unidos) | Medalla de oro     | 50 m espalda           |
| 2010                                | Irvine (Estados Unidos) | Medalla de plata   | 100 m espalda          |
| 2010                                | Irvine (Estados Unidos) | Medalla de plata   | 4 × 100 m estilos      |